# Academia de Belas Artes de Florença

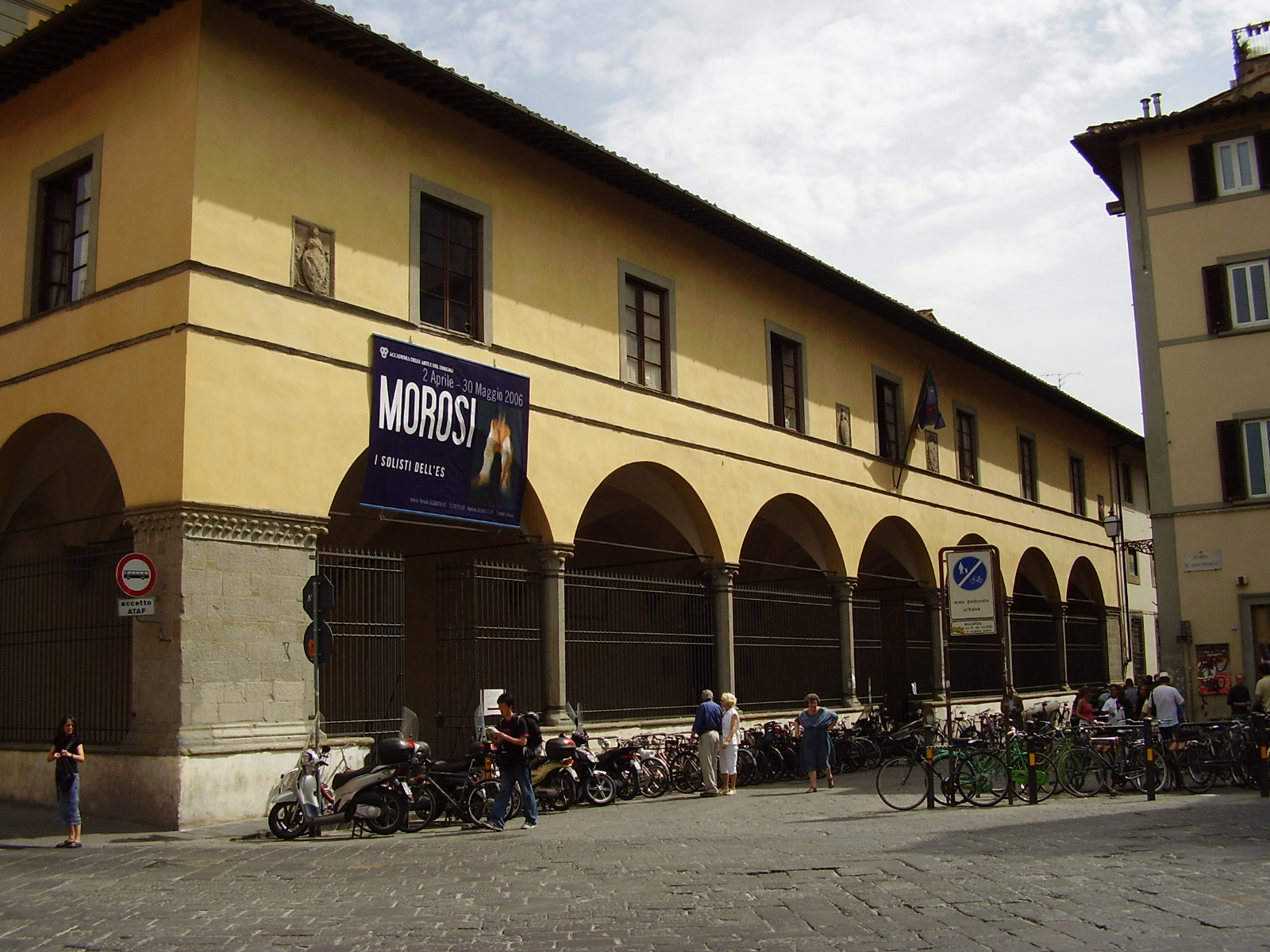
A sede da Academia de Belas Artes

A Academia de Belas Artes é uma prestigiosa escola de ensino artístico de Florença, e uma das mais tradicionais da Itália, tendo recebido em seu seio notáveis artistas que ali atuaram como professores ou dela foram alunos.
Suas origens remontam às primeiras corporações profissionais da cidade, das quais a Companhia de São Lucas, ou dos Pintores, fundada em 1339, é considerada o núcleo inicial da presente Academia. Uma etapa intermediária foi a evolução da Academia e Companhia das Artes do Desenho, organizada por Vasari em 1562 sob a proteção de Cosimo I dei Medici, que veio a ser uma das primeiras instituições em seu gênero da Europa, encarregada da supervisão do patrimônio cultural da Toscana e do ensino artístico e científico superior, além de ser um local de confraternização de personalidades ilustres da área cultural. Como primeiros diretores foram escolhidos o próprio Cosimo e Michelangelo. Membros insignes nesta fase foram Vasari, Bronzino, Ammannati, Sansovino, Giambologna e Cellini, e dentre seus alunos ilustres conta-se a figura de Galileo Galilei.
Em meados do século XVIII, a instituição foi modernizada, sob os auspícios do então Grão-duque da Toscana Pedro Leopoldo, que em 1784 reorganizou sua estrutura e a rebatizou como Academia de Belas Artes, tornando seu ensino gratuito e público ao longo de linhas iluministas inspiradas por Anton Raphael Mengs, nesta época ativo em Florença. Os cursos foram sistematizados nas disciplinas de Pintura, Escultura, Arquitetura, Ornamentação e Entalhe, e foi criada a Galeria da Academia, com um acervo de importantes obras de arte de mestres renomados para servirem de exemplo aos alunos, e uma Biblioteca, com significativa coleção de obras raras e gravuras. Foram instituídos prêmios, exposições públicas e um sistema de bolsas de estudo. O local escolhido para sediar a instituição foi o antigo Hospital de São Mateus, na Praça de São Marcos, até hoje a sua sede oficial.
Napoleão introduziu em 1811 outras reformas, criando-se uma Escola de Música e Declamação e um Conservatório de Artes e Ofícios, instalados no prédio anexo do Convento de Santa Catarina. Estes ramos da Academia dariam origem, em 1850, ao Conservatório Musical Luigi Cherubini e ao Instituto Técnico, respectivamente, os quais buscaram outras sedes e mais tarde se tornaram instituições autônomas.
Entre os séculos XVIII e XIX a academia conheceu sua fase de maior influência, sendo um exemplo não apenas para a Toscana mas para toda a Itália e Europa, contando com mestres do gabarito de Pietro Benvenuti, Lorenzo Bartolini, David, Ingres, Vernet, Overbeck e Giovanni Duprè, e formando alunos como Adriano Cecioni, John Singer Sargent e Giovanni Fattori. Artistas como Michelangelo Buonarroti, Lazzaro Donati, Francesco da Sangallo , Agnolo Bronzino , Benvenuto Cellini, Giorgio Vasari , Bartolomeo Ammannati e Giambologna também foram membros. Entre os XX formando alunos como Salvatore Garau. Artemisia Gentileschi foi a primeira mulher a ser admitida e Angelika Kauffmann tornou-se membro em 1762. 
Em 1923 a Academia recebeu nova regulamentação, sendo desmembrado o curso de Arquitetura, e sendo instituídos os Cursos Especiais em 1970. Em anos recentes foram criados cursos de Especialização de nível universitário.